# Tetrix tenuicornoides
Tetrix tenuicornoides är en insektsart som beskrevs av Wang, L., Haibin Yuan och Bingzhong Ren 2006. Tetrix tenuicornoides ingår i släktet Tetrix och familjen torngräshoppor. Inga underarter finns listade i Catalogue of Life.